# Asoka (filme)
Aŝoka (Devanagari: अशोक) é um filme épico e drama histórico da Índia. É uma versão em grande parte ficcional da vida do imperador indiano Asoka, da dinastia dos Máurias, que governou a maior parte do sul da Ásia de 273 a.C. à 232 a.C. O filme foi dirigido por Santosh Sivan e conta em seu elenco com Shahrukh Khan como Asoka e Kareena Kapoor como Kaurwaki, uma princesa de Kalinga. Ajith Kumar fez uma participação especial como Susima, irmão de Asoka. O filme foi lançado em 26 de outubro de 2001.

## Elenco
- Shahrukh Khan como Asoka / Pawan
- Kareena Kapoor como Kaurwaki
- Ajith Kumar como Susima
- Danny Denzongpa como Viraat
- Rahul Dev como Bheema
- Hrishita Bhatt como Devi
- Johnny Lever como soldado de Magadha
- Raghuvir Yadav como soldado de Magadha
- Suresh Menon como soldado de Magadha
- Shweta Menon como Nandaneshwari
- Gayatri Jayaraman como dançarina cigana
- Suresh Oberoi como narrador

## Recepção crítica
O filme foi aclamado pela crítica, ganhando uma classificação de 100% pelos críticos no Rotten Tomatoes. Foi elogiado pelas performances dos atores, particularmente Shah Rukh Khan e Kareena Kapoor, pelos espectaculares efeitos visuais, cinematografia e  cenas de batalha.